# Stöcklwörth
Stöcklwörth ist ein 68 Hektar großes an zu Pfatter und zu Wörth an der Donau gehörendes Naturschutzgebiet am Nordufer der Donau im Landkreis Regensburg, Bayern.
Das Naturschutzgebiet umfasst Stromtalwiesen und ist ein Rückzugsgebiet wiesenbrütender Vogelarten. Südlich der Donau schließt sich das Naturschutzgebiet Pfatterer Au an, im Osten liegt das Naturschutzgebiet Gmünder Au. 